# Thomas Flyer 4-60

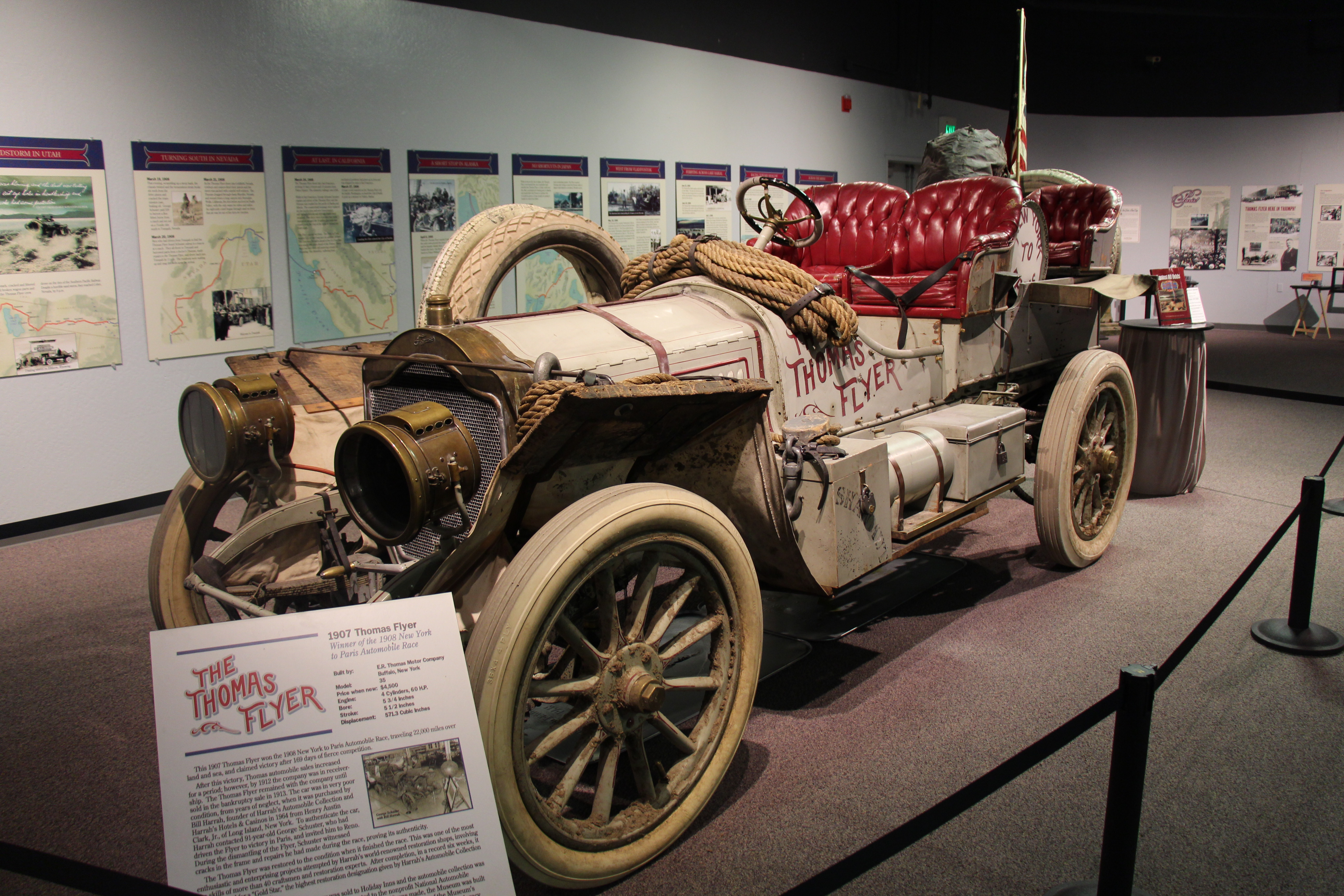
Thomas Flyer 4-60 im National Automobile Museum

Der Thomas Flyer 4-60 Model 35 ist ein Tourenwagen des US-amerikanischen Automobilherstellers E. R. Thomas Motor Co. aus dem Jahr 1907, der durch die siegreiche Teilnahme am Rennen New York-Paris 1908 größere Bekanntheit erlangte.

## Fahrzeugbeschreibung
Der Entschluss, sich an dem Rennen New York–Paris zu beteiligen, wurde wenige Tage vor dem angesetzten Start gefasst. Durch die geringe Vorbereitungszeit gab es nur geringfügige Änderungen an einem serienmäßigen Flyer 4-60. So wurden die Verankerungen der Schutzbleche verstärkt und über das Fahrzeug ein robustes Verdeck gespannt. Am Heck des Wagens wurde eine US-amerikanische Flagge gehisst und der Name des Modells „Thomas Flyer“ sowie die Bezeichnung des Rennens „New York to Paris“ mit roter Farbe seitlich an der Karosserie angebracht. Im Übrigen glich der Wagen dem Serienmodell.

## Technische Daten
| Kenngrößen            | Daten                                               |
| Motor                 | 4 Zylinder in Reihe                                 |
| Bohrung/Hub           | 146 mm × 139,7 mm                                   |
| Hubraum               | 9360 cm³                                            |
| Leistung              | 44 kW (60 PS)                                       |
| Rahmen                | Leiterrahmen                                        |
| Federn                | Halbelliptik-Blattfedern an Vorder- und Hinterachse |
| Vorderachse           | Starrachse                                          |
| Hinterachse           | Starrachse                                          |
| Bremsen               | Trommelbremsen an Hinterrädern und Getriebe         |
| Räder                 | 28′ 12-Holzspeichen-Räder                           |
| Reifen                | Luftdruck-Reifen                                    |
| Getriebe              | Mechanisches 4-Gang-Getriebe                        |
| Ganganzahl            | 4 vorwärts; 1 rückwärts                             |
| Antrieb               | über Kette hinten                                   |
| Höchstgeschwindigkeit | 100 km/h                                            |

## Teilnahme am Rennen New York–Paris

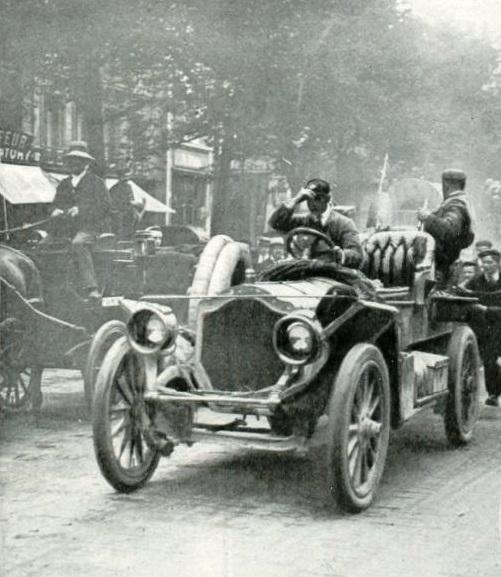
Zieleinfahrt in Paris

Das initiierte Rennen kann als Versuch betrachtet werden, die Leistungsfähigkeit der damals noch relativ neuen Automobile zu testen. Niemals zuvor hatte ein Automobil eine derart lange Strecke bewältigt und es erschien fraglich, ob auch nur ein einziges der angemeldeten Fahrzeuge das Ziel erreichen würde. Die Strecke sah eine Route über drei Kontinente vor: Von New York nach San Francisco und von dort per Schiff nach Asien, wo sich das Rennen über Sibirien nach Paris fortsetzen sollte. Die Route hatte somit eine Länge von über 20.000 km. Der Thomas Flyer war als eines von sechs Teilnehmerfahrzeugen das einzige amerikanische Fabrikat. Am 12. Februar 1908 erfolgte der Start am New Yorker Times Square. Schätzungsweise 250.000 Menschen wohnten dem Ereignis als Zuschauer bei. Das Team auf dem Thomas Flyer kam als erstes in San Francisco an. Unterwegs waren die Teilnehmer mit widrigen Witterungsbedingungen und unwegsamem Gelände konfrontiert. In Sibirien musste das Fahrzeug teilweise von Pferden durch den Schnee und Schlamm gezogen werden, die Vorderachse musste erneuert und der Rahmen nach einem Bruch provisorisch repariert werden. Nach 169 Tagen erreichte der Thomas Flyer, gesteuert von George Schuster, einem Mechaniker des Unternehmens, das Ziel in Paris. Das deutsche Konkurrenzteam erreichte das Ziel auf einem Protos früher. Dennoch wurde aufgrund der Auswertung des Verhältnisses der individuell zurückgelegten Distanz zur benötigten Zeit das Team auf dem Thomas Flyer zum Sieger erklärt. Insgesamt erreichten drei der sechs Teams das Ziel.

## Verbleib des Fahrzeugs
Nach der Liquidation des Herstellers E. R. Thomas Motor Co. im Jahr 1919 gelangte das Siegerfahrzeug in private Hände. Es wurde schließlich 1964 vom Automobilsammler William F. Harrah erworben. Zu diesem Zeitpunkt befand sich der Wagen in einem schlechten Zustand und konnte nur mit Hilfe des damaligen Fahrers George Schuster, dem einzigen noch lebenden Teammitglied, anhand von Spuren der individuellen provisorischen Reparaturen, die unterwegs u. a. Schuster ausgeführt hatte, eindeutig als das Originalfahrzeug identifiziert werden. Der siegreiche Thomas Flyer wurde aufwendig restauriert, um den Zustand, in dem sich das Fahrzeug nach Ende des Rennens befand, wiederherzustellen. So ist beispielsweise der linke Scheinwerfer nach einer Kollision mit einer Taube nahe Moskau sichtlich beschädigt. Um den Eindruck eines gerade gefahrenen Rennwagens zu erzeugen, wurden Effekt-Spezialisten der  Disney-Parks engagiert. Der siegreiche Thomas Flyer ist heute im National Automobile Museum, das aus der Sammlung Harrahs hervorging, in Reno ausgestellt. Im Jahr 2018 wurde das Fahrzeug in das National Historic Vehicle Register, das  in Zusammenarbeit mit dem US-amerikanischen Innenministerium gepflegt wird, unter der Nummer 12 aufgenommen.